# 77e Golden Globe Awards
De 77e Golden Globe Awards werden op 5 januari 2020 uitgereikt in het Beverly Hilton Hotel in Beverly Hills (Californië). De prijsuitreiking werd voor de vijfde keer gepresenteerd door Ricky Gervais.
De nominaties werden op 9 december 2019 bekendgemaakt door Dakota Fanning, Susan Kelechi Watson en Tim Allen.

## Film – winnaars en nominaties

### Beste dramafilm
- 1917
  - The Irishman
  - Joker
  - Marriage Story
  - The Two Popes

### Beste komische of muzikale film
- Once Upon a Time in Hollywood
  - Dolemite Is My Name
  - Jojo Rabbit
  - Knives Out
  - Rocketman

### Beste regisseur
- Sam Mendes – 1917
  - Bong Joon-ho – Gisaengchung (Parasite)
  - Todd Phillips – Joker
  - Martin Scorsese – The Irishman
  - Quentin Tarantino – Once Upon a Time in Hollywood

### Beste acteur in een dramafilm
- Joaquin Phoenix – Joker
  - Christian Bale – Ford v Ferrari
  - Antonio Banderas – Dolor y gloria (Pain and Glory)
  - Adam Driver – Marriage Story
  - Jonathan Pryce – The Two Popes

### Beste actrice in een dramafilm
- Renée Zellweger – Judy
  - Cynthia Erivo – Harriet
  - Scarlett Johansson – Marriage Story
  - Saoirse Ronan – Little Women
  - Charlize Theron – Bombshell

### Beste acteur in een komische of muzikale film
- Taron Egerton – Rocketman
  - Daniel Craig – Knives Out
  - Roman Griffin Davis – Jojo Rabbit
  - Leonardo DiCaprio – Once Upon a Time in Hollywood
  - Eddie Murphy – Dolemite Is My Name

### Beste actrice in een komische of muzikale film
- Awkwafina – The Farewell
  - Ana de Armas – Knives Out
  - Cate Blanchett – Where'd You Go, Bernadette
  - Beanie Feldstein – Booksmart
  - Emma Thompson – Late Night

### Beste mannelijke bijrol
- Brad Pitt – Once Upon a Time in Hollywood
  - Tom Hanks – A Beautiful Day in the Neighborhood
  - Anthony Hopkins – The Two Popes
  - Al Pacino – The Irishman
  - Joe Pesci – The Irishman

### Beste vrouwelijke bijrol
- Laura Dern – Marriage Story
  - Kathy Bates – Richard Jewell
  - Annette Bening – The Report
  - Jennifer Lopez – Hustlers
  - Margot Robbie – Bombshell

### Beste script
- Once Upon a Time in Hollywood – Quentin Tarantino
  - The Irishman – Steven Zaillian
  - Marriage Story – Noah Baumbach
  - Gisaengchung (Parasite) – Bong Joon-ho, Han Jin-won
  - The Two Popes – Anthony McCarten

### Beste filmmuziek
- Joker – Hildur Guðnadóttir
  - 1917 – Thomas Newman
  - Motherless Brooklyn – Daniel Pemberton
  - Little Women – Alexandre Desplat
  - Marriage Story – Randy Newman

### Beste filmsong
- "(I'm Gonna) Love Me Again" – Rocketman
  - "Beautiful Ghosts" – Cats
  - "Into the Unknown" – Frozen II
  - "Spirit" – The Lion King
  - "Stand Up" – Harriet

### Beste niet-Engelstalige film
- Gisaengchung (Parasite) –  Zuid-Korea
  - The Farewell –  Verenigde Staten
  - Dolor y gloria (Pain and Glory) –  Spanje
  - Portrait de la jeune fille en feu (Portrait of a Lady on Fire) –  Frankrijk
  - Les Misérables –  Frankrijk

### Beste animatiefilm
- Missing Link
  - Frozen II
  - How to Train Your Dragon: The Hidden World
  - The Lion King
  - Toy Story 4

## Films met meerdere nominaties
De volgende films ontvingen meerdere nominaties:
| Nominaties | Film                            | Awards |
| ---------- | ------------------------------- | ------ |
| 6          | Marriage Story                  | 1      |
| 5          | The Irishman                    |        |
| 5          | Once Upon a Time in Hollywood   | 3      |
| 4          | Joker                           | 2      |
| 4          | The Two Popes                   |        |
| 3          | 1917                            | 2      |
| 3          | Knives Out                      |        |
| 3          | Gisaengchung (Parasite)         | 1      |
| 3          | Rocketman                       | 2      |
| 2          | Bombshell                       |        |
| 2          | Dolemite Is My Name             |        |
| 2          | Dolor y gloria (Pain and Glory) |        |
| 2          | The Farewell                    | 1      |
| 2          | Frozen II                       |        |
| 2          | Harriet                         |        |
| 2          | Jojo Rabbit                     |        |
| 2          | The Lion King                   |        |
| 2          | Little Women                    |        |

## Cecil B. DeMille Award
- Tom Hanks

## Televisie – winnaars en nominaties

### Beste dramaserie
- Succession
  - Big Little Lies
  - The Crown
  - Killing Eve
  - The Morning Show

### Beste komische of muzikale serie
- Fleabag
  - Barry
  - The Kominsky Method
  - The Marvelous Mrs. Maisel
  - The Politician

### Beste miniserie of televisiefilm
- Chernobyl
  - Catch-22
  - Fosse/Verdon
  - The Loudest Voice
  - Unbelievable

### Beste acteur in een dramaserie
- Brian Cox – Succession
  - Kit Harington – Game of Thrones
  - Rami Malek – Mr. Robot
  - Tobias Menzies – The Crown
  - Billy Porter – Pose

### Beste actrice in een dramaserie
- Olivia Colman – The Crown
  - Jennifer Aniston – The Morning Show
  - Jodie Comer – Killing Eve
  - Nicole Kidman – Big Little Lies
  - Reese Witherspoon – Big Little Lies

### Beste acteur in een komische of muzikale serie
- Ramy Youssef – Ramy
  - Michael Douglas – The Kominsky Method
  - Bill Hader – Barry
  - Ben Platt – The Politician
  - Paul Rudd – Living with Yourself

### Beste actrice in een komische of muzikale serie
- Phoebe Waller-Bridge – Fleabag
  - Christina Applegate – Dead to Me
  - Rachel Brosnahan – The Marvelous Mrs. Maisel
  - Kirsten Dunst – On Becoming a God in Central Florida
  - Natasha Lyonne – Russian Doll

### Beste acteur in een televisiefilm of miniserie
- Russell Crowe – The Loudest Voice
  - Christopher Abbott – Catch-22
  - Sacha Baron Cohen – The Spy
  - Jared Harris – Chernobyl
  - Sam Rockwell – Fosse/Verdon

### Beste actrice in een televisiefilm of miniserie
- Michelle Williams – Fosse/Verdon
  - Kaitlyn Dever – Unbelievable
  - Joey King – The Act
  - Helen Mirren – Catherine the Great
  - Merritt Wever – Unbelievable

### Beste mannelijke bijrol in een televisieserie, miniserie of televisiefilm
- Stellan Skarsgård – Chernobyl
  - Alan Arkin – The Kominsky Method
  - Kieran Culkin – Succession
  - Andrew Scott – Fleabag
  - Henry Winkler – Barry

### Beste vrouwelijke bijrol in een televisieserie, miniserie of televisiefilm
- Patricia Arquette – The Act
  - Helena Bonham Carter – The Crown
  - Toni Collette – Unbelievable
  - Meryl Streep – Big Little Lies
  - Emily Watson – Chernobyl

## Series met meerdere nominaties
De volgende series ontvingen meerdere nominaties:
| Nominaties | Serie                     | Awards |
| ---------- | ------------------------- | ------ |
| 4          | Chernobyl                 | 2      |
| 4          | Unbelievable              |        |
| 4          | The Crown                 | 1      |
| 4          | Big Little Lies           |        |
| 3          | Fleabag                   | 2      |
| 3          | Barry                     |        |
| 3          | Fosse/Verdon              | 1      |
| 3          | The Kominsky Method       |        |
| 3          | Succession                | 2      |
| 2          | The Marvelous Mrs. Maisel |        |
| 2          | Catch-22                  |        |
| 2          | The Loudest Voice         | 1      |
| 2          | Killing Eve               |        |
| 2          | The Politician            |        |
| 2          | The Act                   | 1      |
| 2          | The Morning Show          |        |

## Carol Burnett Award
- Ellen DeGeneres